# Klingervattnet (Föllinge socken, Jämtland)
Klingervattnet är en sjö i Krokoms kommun i Jämtland och ingår i Indalsälvens huvudavrinningsområde. Sjön har en area på 0,258 kvadratkilometer och ligger 622,1 meter över havet. Sjön avvattnas av vattendraget Valån.

## Delavrinningsområde
Klingervattnet ingår i det delavrinningsområde (706894-142145) som SMHI kallar för Mynnar i Åkerån. Medelhöjden är 595 meter över havet och ytan är 31,01 kvadratkilometer. Det finns inga avrinningsområden uppströms utan avrinningsområdet är högsta punkten. Valån som avvattnar avrinningsområdet har biflödesordning 4, vilket innebär att vattnet flödar genom totalt 4 vattendrag innan det når havet efter 254 kilometer. Avrinningsområdet består mestadels av skog (57 procent) och sankmarker (38 procent). Avrinningsområdet har 0,65 kvadratkilometer vattenytor vilket ger det en sjöprocent på 2,1 procent.